# هوایی ۳۷۸۲
سیارک ۳۷۸۲ (به انگلیسی: 3782 Celle، نامگذاری:1986TE) سه هزار و هفتصد و هشتاد و دومین سیارک کشف شده‌است که در ۳ اکتبر ۱۹۸۶ کشف شد.
قدر مطلق سیارک برابر ۱۲٫۵۰ است.